# Dècada del 1690 aC

## Esdeveniments
- vers 1700 aC, Adasi s'imposa a tots els seus rivals a Assíria o estableix una nova dinastia.
- vers 1700 aC, cataclisme a Creta que assola el regne de Cnosos. Al Peloponès emergeix el regne de Micenes.
- 1701/1684 a 1677/1661 aC Govern a Egipte de Merneferre Ay o Aya successor de Uahibu Iaib o Ibiau
- Segons la tradició, la Seu d'Urgell fou fundada per Hèrcules l'Egipcià el 1699 aC, mentre passava unes vacances als Pirineus.